# Tretja ženska sklanjatev
| 3. ženska sklanjatev |        |         |         |
| Sklon\Število        | Ednina | Dvojina | Množina |
| Imenovalnik          | Ines   | Ines    | Ines    |
| Rodilnik             | Ines   | Ines    | Ines    |
| Dajalnik             | Ines   | Ines    | Ines    |
| Tožilnik             | Ines   | Ines    | Ines    |
| Mestnik              | o Ines | o Ines  | o Ines  |
| Orodnik              | z Ines | z Ines  | z Ines  |

V tretjo žensko sklanjatev spadajo samostalniki ženskega spola, ki imajo v rodilniku ednine ničto oziroma glasovno prazno končnico (npr. Ines -ø , -ø). To so predvsem ljubkovalnice in pomanjševalnice domačih ženskih lastnih imen in občna imena na -i (Ani, Malči, babi, mami ...) ter prevzeta ženska imena (Ingrid, Iris, Karmen ...). 

## Posebnosti
Nekatera ženska imena, ki spadajo v tretjo žensko sklanjatev, se lahko sklanjajo tudi po 1. ženski sklanjatvi, npr.:
- Ruth, Ruth, Ruth (po 3. ž. skl.) ali Ruth, Ruthe, Ruthi (po 1. ž. skl.),
- Marguerite, Marguerite, Marguerite /margerít/ (po 3. ž. skl.) ali Marguerite /margerít/, Marguerite /margeríte/, Margueriti /margeríti/.[1]